# Bídar
Bídar (kannadsky ಬೀದರ, urdsky بیدار‎) je město v Karnátace, jednom ze svazových států Indie. K roku 2011 v něm žilo přibližně 220 tisíc obyvatel.

## Poloha a doprava
Bídar leží na Dekánské plošině v severovýchodním cípu Karnátaky – jeho okres hraničí na východě s Telangánou a na severozápadě s Maháráštrou. Od Bengalúru, hlavního města Karnátaky, je vzdálen přibližně 640 kilometrů severně, a od Hajdarábádu, hlavního města Telangány, přibližně 140 kilometrů severozápadně.
Nejbližší dálnice je dálnice NH 9 z Mačilípatnamu v Ándhrapradéši přes Hajdarábád do Puné v Maháráštře, která prochází přibližně padesát kilometrů jižně od Bídaru.
Přibližně sedm kilometrů západně od města je letiště Bídar fungující zároveň jako Bídarská letecká základna Indického letectva, které zde má cvičné proudové letouny BAE Hawk a HAL HJT-16 Kiran.

## Dějiny
Bídar byl založen v 13. století a původně byl hinduistický. Od dobytí Dillíským sultanátem v roce 1321 zde začal vládnout islám. Od roku 1347 byl Bídar součástí Bahmánského sultanátu, který do něj v roce 1430 přesunul své hlavní město z Gulbargy. Od rozpadu Bahmánského sultanátu byl Bídar od roku 1492 hlavním městem Bídarského sultanátu. Roku 1619 si jej podrobil Bídžápurský sultanát a v roce 1656 Aurangzéb, císař Mughalské říše. Od ní se Bídar oddělil v roce 1724 do státu Hajdarábád, v kterém zůstal i po celou éru Britské Indie, kdy byl Hajdarábád jedním z knížecích států.

## Obyvatelstvo
Nejvyznávanějším náboženstvím je hinduismus s přibližně 55 procenty, následovaný islámem s 35 procenty. Sedm procent obyvatelstva jsou křesťané a dvě procenta vyznávají buddhismus. Nejpoužívanějším jazykem je kannadština, kterou mluví přibližně polovina obyvatel coby mateřským jazykem. Vyznavači islámu mluví především urdsky.